# Georgetown (Massachusetts)
Georgetown – miasto w Stanach Zjednoczonych, w stanie Massachusetts, w hrabstwie Essex.